# 8680 Rone
8680 Rone (1992 EJ9) là một tiểu hành tinh vành đai chính.